# Aegoschema cinereum
Aegoschema cinereum là một loài bọ cánh cứng trong họ Cerambycidae.